# Peitz
Peitz est une commune allemande de l'arrondissement de Spree-Neisse, Land de Brandebourg.

## Géographie
Peitz se situe dans la Basse-Lusace à l'extrémité orientale de la forêt de la Sprée, dans un paysage riche en eau de la vallée proglaciaire de Głogów-Baruth, avec la rivière Malxe et le Hammergraben, une branche créée artificiellement de la Sprée, et un grand bassin.
| Turnow-Preilack | Tauer     |             |
|                 | Peitz     | Jänschwalde |
| Cottbus         | Teichland |             |

Peitz se trouve sur la Bundesstraße 168. La gare de Peitz Est se trouve sur la ligne de Cottbus à Guben.

## Histoire
Peitz se situe dans la zone de peuplement sorabe. Il est mentionné pour la première fois en 1301 sous le nom de Pitzne. Il est le siège de divers seigneurs féodaux. À la suite des conflits guerriers en Lusace au XVe siècle, la domination change plusieurs fois entre le Brandebourg et la Bohême. Dans le traité de paix de Guben en 1462, Cottbus et sa ceinture sont une un exclave du Brandenbourg. Pour protéger la ville,Jean II Georges de Brandebourg commence la construction d'une forteresse. 5 000 acres de grands étangs et le Hammergraben sont créés en 1556 en face de la ville. De 1559 à 1562 la citadelle et de 1590 à 1595 la forteresse en dehors de la ville sont construites. Pendant la guerre de Trente Ans, de nombreux dignitaires nobles et ecclésiastiques cherchent protection à Peitz. En 1636 et 1637, Peitz est un temps la résidence de l'électeur de Brandebourg Georges-Guillaume dans sa fuite devant les troupes suédoises. La forteresse est également utilisée comme centre de détention. Le plus important prisonnier de la forteresse est le ministre Eberhard von Danckelman, emprisonné de 1698 à 1708. Lors de la guerre de Sept Ans, les troupes autrichiennes prennent la forteresse en 1758 et 1759. Par ordre du roi de Prusse Frédéric II en 1767, la forteresse est en grande partie démolie.
À la fin de la Seconde Guerre mondiale, deux hommes courageux de la ville, Hans Rabe et Hans Messner, hissent des drapeaux blancs de la tour de la forteresse pour faciliter la reddition non violente de la ville à l'Armée rouge. Hans Rabe, abattu par une patrouille SS, est décédé le 24 avril 1945.
Ottendorf fusionne en juillet 1950 avec Peitz.

## Jumelages
- Bedum (Pays-Bas)
- Kostrzyn nad Odrą (Pologne)
- Zbąszynek (Pologne)

## Personnalités liées à la commune
- Lilli Kann (1893–1978), actrice
- Paul Noack-Ihlenfeld (1902–1962), compositeur
- Berthold Schulze (1929–1988), acteur
- Ulli Blobel (né en 1950), productrice de concerts
- Peter Metag (1950–2013), producteur de concerts
- Wilfried Schreck (né en 1955), homme politique
- Jörg Schwanke (né en 1969), footballeur
- Jana Thiel (1971–2016), journaliste sportive